# Соляники (рід)
Соляники — український козацький рід. Згадується щонайменше з середини XVIII ст.
Представники цього роду згадуються у документах різних козачих військ на теренах Російської імперії. З середини XVIII ст. козаки Соляники згадуються у документах, пов'язаних з Кременчуком (Кременчуцька сотня Миргородського полку):
- «Купчий запись 1741 году марта 29 дня из уряду кременчуцкого виданный козаку кременчуцкому Якову Солянику на владение проданною ему жителем кременчуцким Петром Гроначенком лесовою стенкою на урочищи под Острою могилою».
- «Купчий запись 1725 году августа 1 дня о продаже жителем кременчуцким Левком Остряниченком Павлу Соляниченку половинной части своей стенки лежачой за Днепром.»

Серед відомих представників цього роду:
- Шевченко (Соляник) Валентина Семенівна — український радянський політик, голова президії Верховної Ради УРСР.